# Bell 47
El Bell 47 es un helicóptero ligero, de un motor y rotor principal de dos palas, fabricado por Bell Helicopter. Está basado en el tercer prototipo del Model 30, el primer helicóptero de Bell diseñado por Arthur M. Young. El Bell 47 se convirtió en el primer helicóptero certificado para uso civil, el día 8 de marzo de 1946. Fueron producidos más de 5600 helicópteros Bell 47.

## Desarrollo y diseño
El 8 de diciembre de 1945 realizó su vuelo inaugural el prototipo de un diseño clásico de helicóptero, el Bell Model 47. El 8 de marzo de 1946 se le concedía el primer certificado mundial de aprobación expedido para un helicóptero civil. Bell mantuvo este modelo en producción permanente hasta 1973, y también lo construyó bajo licencia Agusta, en Italia, de 1954 a 1976. El Model 47 ha sido empleado en gran escala por las fuerzas armadas de todo el mundo, ya que su sencillez y bajo coste son mucho más importantes que lo limitado de sus prestaciones.
En 1947, la USAF (entonces USAAF) adquirió 28 unidades del Model 47A mejorado, accionado por motores alternativos Franklin O-335-1 de 157 hp, para evaluaciones operativas. Quince ejemplares se designaron YR-13; tres YR-13A especialmente acondicionados para el frío, a fin de desarrollar pruebas en Alaska, y los 10 restantes se enviaron a la Armada estadounidense para evaluación como entrenadores HTL-1. Ninguno de estos servicios tardó mucho tiempo en concluir que el Model 47 era un aparato excelente y los pedidos comenzaron a llover.
El Ejército estadounidense formuló su primer pedido en 1948 y recibió 65 unidades bajo la denominación H-13B; todas las versiones del Ejército se bautizaron más tarde Sioux. Quince ejemplares se modificaron en 1952, bajo la denominación de H-13C, para el transporte externo de camillas. Vinieron a continuación los biplazas para el transporte de camillas H-13D, con tren de aterrizaje de esquíes y motores Franklin O-355-5, y los H-13E, triplazas con doble mando. El H-13G difería por llevar un pequeño timón de profundidad, como el H-13H, que introdujo el motor Lycoming VO-435, de 250 hp. La USAF adquirió algunos H-13H, y también dos H-13J con motor Lycoming VO-435 de 240 hp, para el servicio del Presidente de los Estados Unidos. Dos H-13H se modificaron con fines experimentales, equipándose con un rotor de mayor diámetro y motor Franklin 6VS-335 de 225 hp, y se denominaron H-13K. En 1962, los aparatos del Ejército H-13E, -G, -H y -K añadieron a su denominación el prefijo O (por observación). Los H-13H y H-13J de la USAF recibieron en cambio el prefijo U (como Utility Helicopters). A estos modelos se añadieron posteriormente el triplaza OH-13S, para reemplazar al OH-13H; y el TH-13T, biplaza de entrenamiento instrumental.
Las adquisiciones de la Armada estadounidense comenzaron con 12 HTL-2 y 9 HTL-3, pero la primera versión importante fue el HTL-4, seguido del HTL-5, con un motor O-335-5. El HTL-6 de entrenamiento llevaba el pequeño timón móvil de profundidad. El HUL-1 fue adquirido para el servicio a bordo de buques rompehielos, y la última versión para la Armada, el HTL-7, fue un biplaza de entrenamiento instrumental, de doble mando, con capacidad todo tiempo. En 1962, los HTL-4, HTL-6, HTL-7 y HUL-1 fueron redesignados respectivamente TH-13L, TH-13M, TH-13N y UH-13P.
El Model 47 se ha construido bajo licencia por Agusta en Italia, por Kawasaki en Japón y por Westland en Gran Bretaña (el 47G-2 para el Ejército británico, con el nombre de Sioux) y en distintas funciones, el Model 47 ha servido en más de 30 ejércitos.
En la actualidad se siguen usando muchos Bell 47, sobre todo para vuelos panorámicos, privados y fumigación agrícola.

## Versiones
Ha habido numerosas versiones experimentales. Quizá las dos más importantes han sido el Bell Model 201 (denominación de servicio XH-13F) y el Bell Model 207 Sioux Scout. El Model 201 estaba propulsado por un turboeje Continental XT51-T-3 (construido bajo licencia Turboméca Artouste). El Model 207 fue el primer helicóptero armado configurado como tal: el Sioux Scout, accionado por un motor alternativo turboalimentado Avco Lycoming TVO-435 A1A de 260 hp, se caracterizaba por una cabina modificada, con dos plazas en tándem, alas cortas que contenían combustible adicional y ayudaban a aligerar el rotor principal en el vuelo frontal, y una torreta artillada bajo el morro con mando a distancia, equipada con dos ametralladoras M60 de 7,62 mm con ángulo de 200° en acimut y en elevación de -45° a +15º.
Paralelamente a la producción de aparatos militares, tanto Bell como las compañías que los fabricaban bajo licencia, había versiones civiles para una amplia gama de servicios. Entre éstas figuraban el Model 47B (equivalente al militar YR-13/HTL-1) y el Model 47B-3, de aplicación agrícola, con puesto de pilotaje abierto. El siguiente Model 47D fue el primero en aparecer con una cubierta en forma de pecera, y el Model 47D-1 de 1949 introdujo una viga de cola exterior, como el H-13C.

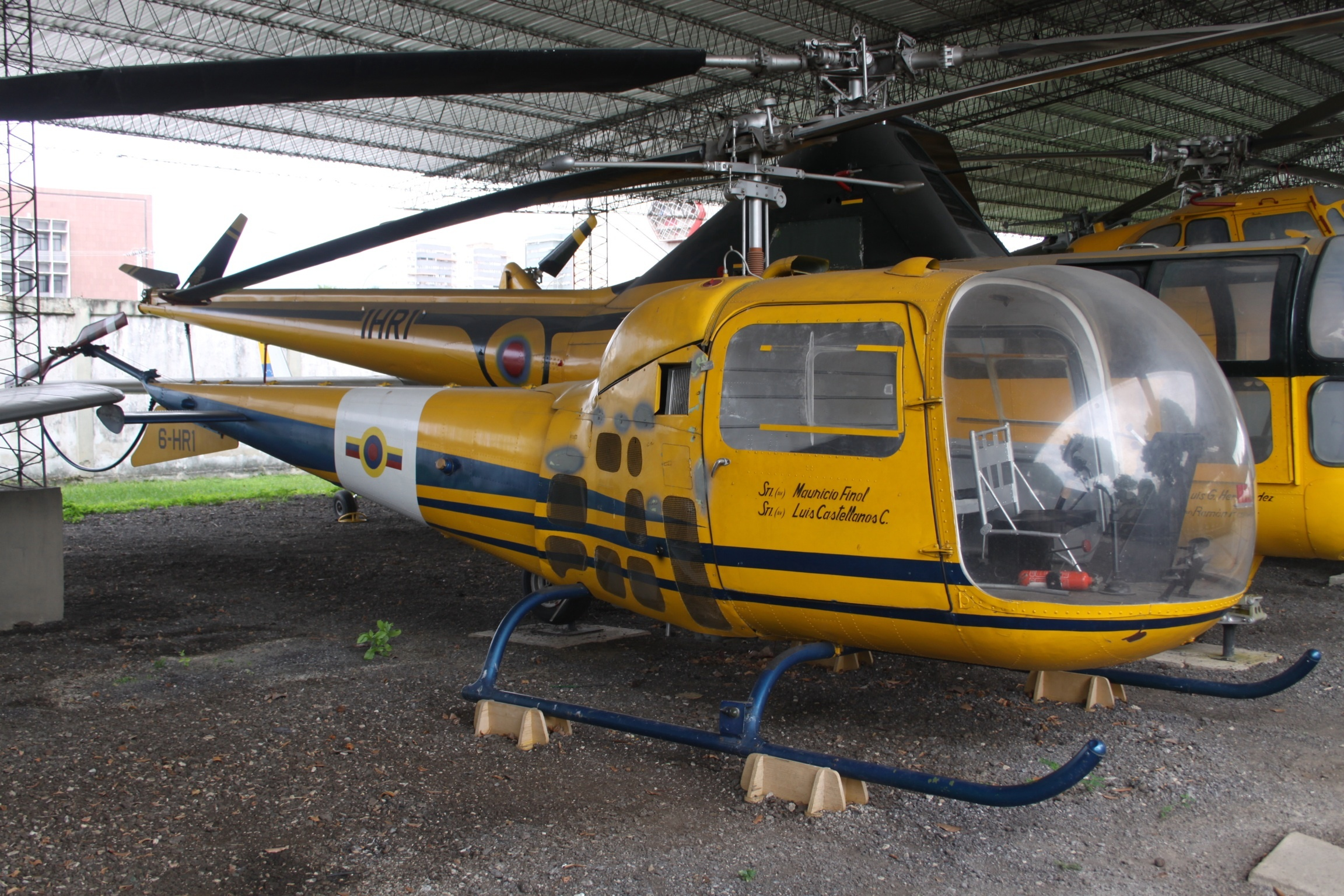
Model 47J Ranger en el Museo Aeronáutico de Maracay, Venezuela.

Un nuevo cambio importante llegó con la aparición del Model 47G, que combinaba la capacidad triplaza del Model 47D-1 con un motor Franklin de 200 hp. La sustitución de este motor por el igualmente potente Avco Lycoming VO-435, condujo al Model 47G-2 (H-13H). Un nuevo motor de la serie VO-435, con 240 hp de potencia, aportó la denominación Model 47G-2A, seguida en 1963 por el Model 47G-2A-1, con cabina mayor, palas de rotor perfeccionadas y mayor capacidad de combustible. Otras plantas motrices incluyeron un Franklin 6VS-335-A sobrealimentado de 225 hp (Model 47G-3); el turboalimentado Avco Lycoming TVO-435, de 280 hp; y motores de alimentación normal Avco Lycoming VO-540 y VO-435, en el Model 47G-4, utilitario triplaza, y en el Model 47G-5, respectivamente. Una versión biplaza de este último, para uso agrícola, fue denominado Ag-5, y una versión civil del H-13J de la USAF se comercializó para transporte VIP como Model 47J Ranger. La producción del Bell Model 47 finalizó finalmente en 1973; la última versión que se construyó fue el Model 47G-5.
Agusta en Italia y Kawasaki en Japón produjeron helicópteros similares a algunos de los Model 47 civiles de Bell y añadieron sus propias variantes. Además, ha habido conversiones especializadas a cargo de dos compañías norteamericanas por lo menos, que incluyen un Carson Super C-4 de altas prestaciones, y varias unidades de El Tomcat, aparato agrícola desarrollado por Continental Copters Inc. También en Estados Unidos, Soloy realizó conversiones movidas por turboejes.

## Operadores

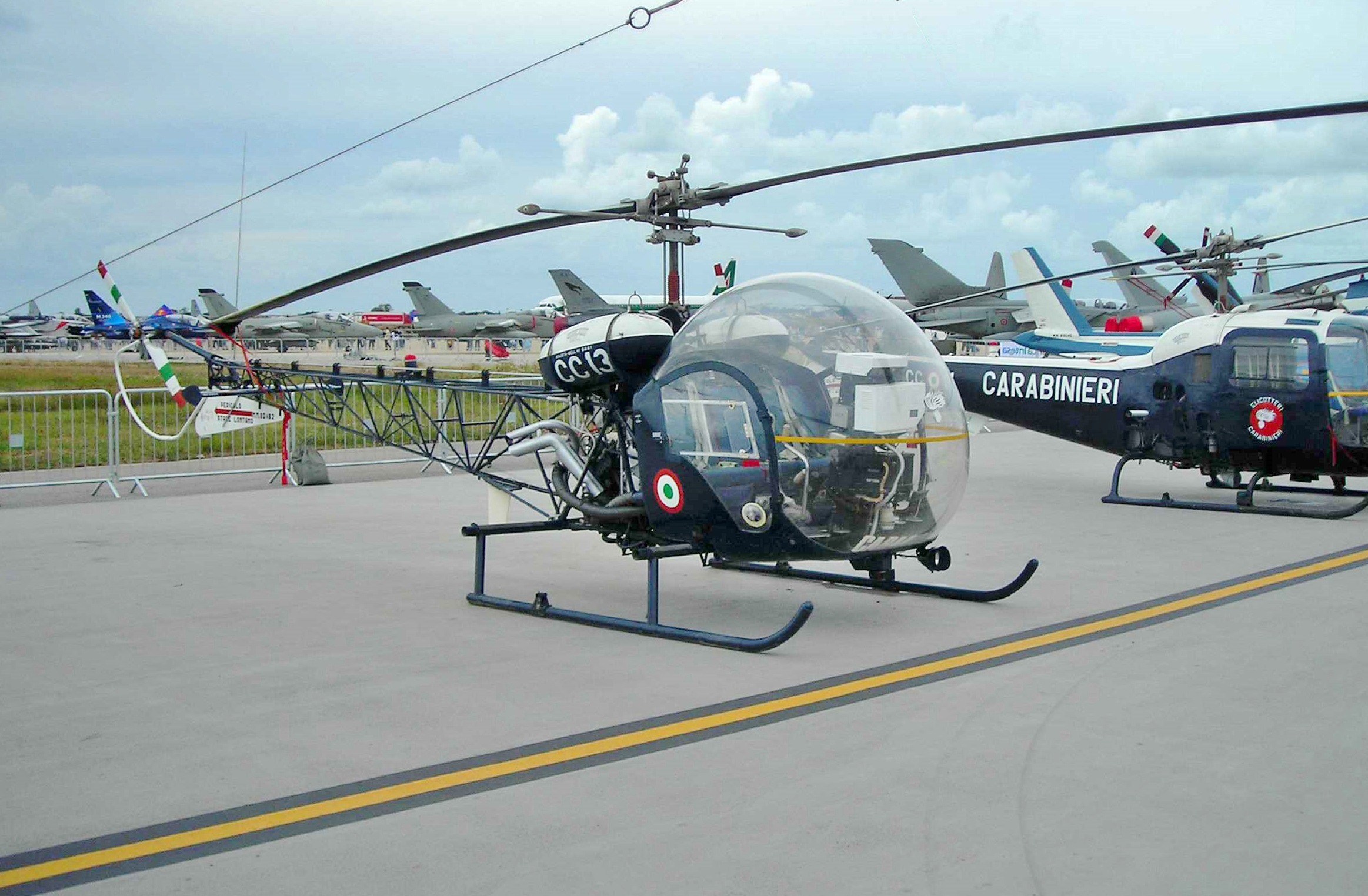
Agusta-Bell 47G del Carabinieri italiano.

Alemania
 Argentina
 Australia
- Ejército Australiano

 Austria
 Brasil
- Fuerza Aérea Brasileña

 Canadá
 Chile
 República de China
 Colombia
 Cuba
 Dinamarca
- Real Fuerza Aérea Danesa

 República Dominicana
 Ecuador
 España
- Ejército del Aire[3]
- Arma Aérea de la Armada

 Estados Unidos
- Fuerza Aérea de los Estados Unidos
- Ejército de los Estados Unidos
- Armada de los Estados Unidos
- Cuerpo de Marines de los Estados Unidos
- Guardacostas de los Estados Unidos

 Filipinas
- Fuerza Aérea de Filipinas

 Francia
 Grecia
 Guatemala
 Indonesia
 India
 Israel
 Islandia
- Guardacostas de Islandia

 Italia
- Carabinieri

 Jamaica
 Japón
 Libia
 Madagascar
 Malasia
 Malta
 México
 Nueva Zelanda
- Real Fuerza Aérea de Nueva Zelanda

 Pakistán
 Paraguay
- Fuerza Aérea Paraguaya:  2 Bell 47G + 8 Bell OH-13H
- Aviación Naval Paraguaya:  4 Bell OH-13H

 Perú
 Reino Unido
- Ejército Británico
- Royal Air Force

 Senegal
 Sri Lanka
 Suecia
 Tailandia
 Turquía
 Uruguay
 Venezuela
- AEROTECNICA S.A

 Yemen
 Yugoslavia
 Zaire
 Zambia

## Especificaciones (Bell 47G-3B)

### Características generales
- Tripulación: 1/2
- Capacidad: 1 pasajero o 2 literas.
- Longitud: 9,6 m (31,6 ft)
- Diámetro rotor principal: 11,3 m (37,1 ft)
- Altura: 2,8 m (9,3 ft)
- Área circular: 100,8 m² (1085 ft²)
- Peso vacío: 858 kg (1891 lb)
- Peso útil: 482 kg (1062,3 lb)
- Peso máximo al despegue: 1340 kg (2953,4 lb)
- Planta motriz: 1× Motor de 6 cilindros Lycoming TVO-435-F1A.
  - Potencia: 210 kW (290 HP; 286 CV)

### Rendimiento
- Velocidad máxima operativa (Vno): 169 km/h (105 MPH; 91 kt)
- Velocidad crucero (Vc): 135 km/h (84 MPH; 73 kt)
- Alcance: 395 km (213 nmi; 245 mi)
- Régimen de ascenso: 4,4 m/s (860 ft/min)

## Aeronaves relacionadas

### Desarrollos relacionados
- Bell 201/XH-13F
- Bell 206
- Bell 207 Sioux Scout

### Aeronaves similares
- SAFARI
- TH-55
- Hiller OH-23 Raven (Hiller Model 360)
- Robinson R22
- RotorWay Exec 162F
- Hughes 300
- Schweizer 300C
- Guimbal Cabri G2
- DF Helicopters DF334

### Secuencias de designación
- Secuencia Numérica (interna de Bell): ← 43 - 44 - 45 - 47 - 48 - 49 - 50 →
- Helicópteros comerciales de Bell Helicopter: 47 - 204 - 205 - 206 - 210 - 212 - 214 - 214ST - 222 - 230 - 407 - 412 - 427 - 429 - 430 - 525
- Secuencia Z._ (Helicópteros del Ejército del Aire español, 1954-1978): ← XZ.4 - Z.5 - Z.6 - Z.7/B/A - Z.8 - Z.9 - Z.10/B - Z.11 - Z.12 - Z.13 - Z.14 →
- Secuencia H._ (Helicópteros del Ejército del Aire español, 1978-presente): H.1/A/C/B - H.2 - H.4 - HE.7/B/A - HU.8 - HS.9 - HD/HU.10/B - HD.11 - HR.12 - HS.13 - HA.14 →